# David Prophet
 David Prophet  va ser un pilot de curses automobilístiques britànic que va arribar a disputar curses de Fórmula 1.
Va néixer el 9 d'octubre del 1937 a Hong Kong i va morir en un accident d'helicòpter el 29 de març del 1985 a Silverstone, Anglaterra.

## A la F1
David Prophet va debutar a la desena i última cursa de la temporada 1963 (la catorzena temporada de la història) del campionat del món de la Fórmula 1, disputant el 28 de desembre del 1963 el GP de Sud-àfrica al circuit de East London.
Va participar en un total de dues proves puntuables pel campionat de la F1, disputades en dues temporades no consecutives (1963 i 1965), aconseguint una catorzena posició com a millor classificació i no assolí cap punt pel campionat del món de pilots.

## Resultats a la Fórmula 1
| Any  | Equip         | Xassís  | Motor | 1      | 2   | 3   | 4   | 5   | 6   | 7   | 8   | 9   | 10      | Posició | Punts |
| ---- | ------------- | ------- | ----- | ------ | --- | --- | --- | --- | --- | --- | --- | --- | ------- | ------- | ----- |
| 1963 | David Prophet | Brabham | Ford  | MON    | BEL | HOL | FRA | GBR | ALE | ITA | USA | MEX | SUD Ret | -       | 0     |
| 1965 | David Prophet | Brabham | Ford  | SUD 14 | MON | BEL | FRA | GBR | HOL | ALE | ITA | USA | MEX     | -       | 0     |

### Resum
| Curses: | Victòries: | Pòdiums: | Poles: | Voltes ràpides: | Punts: |
| ------- | ---------- | -------- | ------ | --------------- | ------ |
| 2       | 0          | 0        | 0      | 0               | 0      |